# Judith II
Judith II est un tableau peint par le peintre autrichien Gustav Klimt, en 1909. Il mesure 178 cm de haut sur 46 cm de large. Il est conservé à la galerie internationale d'art moderne, à Venise. Il représente Judith, l'héroïne du livre de Judith. Elle tient la chevelure de la tête aux yeux clos d'Holopherne.